# Rush D. Holt Jr.

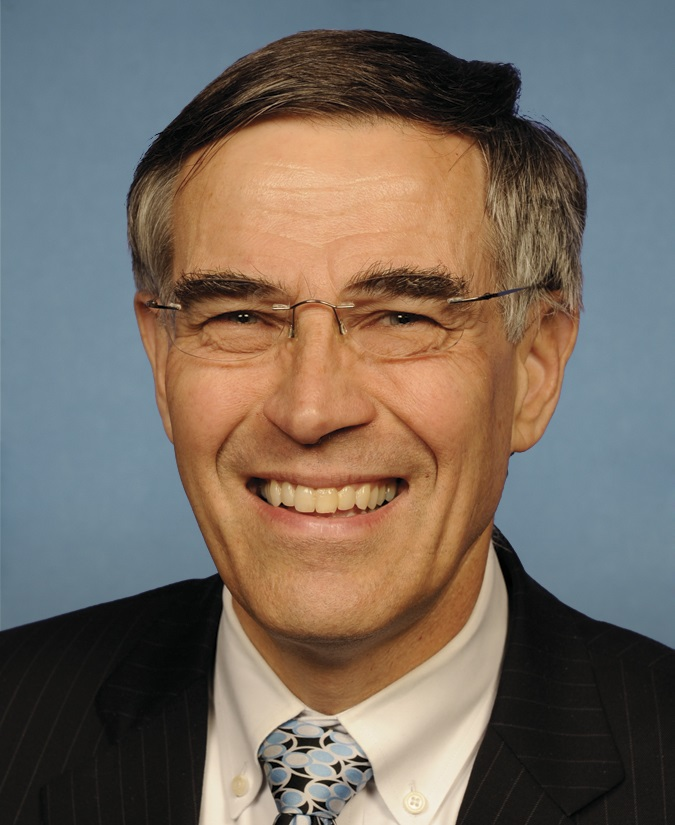
Rush D. Holt

Rush Dew Holt Jr. (* 15. Oktober 1948 in Weston, West Virginia) ist ein US-amerikanischer Politiker. Von 1999 bis 2015 vertrat er den Bundesstaat New Jersey im US-Repräsentantenhaus.

## Werdegang
Rush Holt ist der Sohn von US-Senator Rush D. Holt Sr. (1905–1955) aus West Virginia. Er besuchte bis 1966 die Landon School in Bethesda (Maryland). Danach studierte er bis 1970 am Carleton College in Minnesota Physik. Anschließend war er an der New York University, wo er bis 1981 unter anderem Philosophie studierte. Von 1980 bis 1988 gehörte er der Fakultät des Swarthmore College an. Danach war er bis 1989 für das US-Außenministerium tätig, wo er in der Abteilung für Nuklearforschung (Nuclear and Scientific Division) arbeitete. Zwischen 1989 und seiner Wahl in das US-Repräsentantenhaus war er als stellvertretender Direktor an der Princeton University im Labor für Plasmaphysik beschäftigt.
Politisch schloss sich Holt der Demokratischen Partei an. Bei den Kongresswahlen des Jahres 1998 wurde er im zwölften Wahlbezirk von New Jersey in das US-Repräsentantenhaus in Washington, D.C. gewählt, wo er am 3. Januar 1999 die Nachfolge von Michael J. Pappas antrat. Nach sieben Wiederwahlen konnte er sein Mandat bis zum 3. Januar 2015 ausüben. Im Jahr 2010 wurde er entgegen dem Bundestrend als Demokrat mit 53 % der Wählerstimmen bestätigt. Holt galt als liberaler Abgeordneter und war unter anderem Mitglied im Ausschuss für Bildung und Arbeit und im Committee on Natural Resources sowie in vier Unterausschüssen. In seine Zeit als Kongressabgeordneter fielen die Terroranschläge am 11. September 2001, der Irakkrieg und der Militäreinsatz in Afghanistan. Im Jahr 2014 verzichtete er auf eine erneute Wiederwahl.
Rush Holt ist verheiratet und Vater von drei Kindern. Die Familie lebt in Hopewell.